# Czarny faraon
Czarny faraon (fr. Le Pharaon noir) – powieść historyczna Christiana Jacqa z 1997 roku o faraonie Pianchim.

## Zarys fabuły

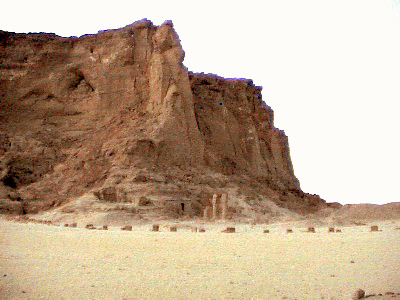
Faraon spojrzał na wierzchołek góry Dżebel Barkal. – Spójrz, Zimna Głowo, to dzieło mnie przetrwa. Wiekom opiera się tylko to, co wyryte w żywej skale.

Egipt z końca VIII wieku p.n.e., w pół tysiąca lat po rządach wielkiego Ramzesa II – podzielony,  zrujnownany i zdemoralizowany. W zdezorganizowanym i politycznie rozdrobnionym państwie walkę o naczelną władzę zaczynają toczyć dwaj rządzący: Tefnacht – najsilniejszy spośród libijskich książąt w Dolnym Egipcie oraz rezydujący w odległej Nubii Pianchi – czarnoskóry faraon Górnego Egiptu. Kierowany szlachetnym pragnieniem przywrócenia Egiptowi jedności, dawnych tradycji, wielkości i chwały, Pianchi przeciwstawia się zaborczym dążeniom koalicji książąt Północy pod wodzą ambitnego Tefnachta. Silną podporą jest dla niego nie tylko doradca – karzeł Zimna Głowa, ale przede wszystkim wierna i mądra małżonka – piękna Abilea oraz utalentowana córka Szepena. Dla Tefnachta podobne oparcie stanowi młoda dziewczyna Jutrzenka – wojenna branka, która decyduje się złączyć z nim swoje losy dla osiągnięcia godności małżonki przyszłego faraona obu części Egiptu. Jej przeciwieństwem są dwaj bezwzględni, okrutni i chciwi semiccy doradcy Tefnachta – Jegeb i Nartreb. Wspólnie pomagają oni Libijczykowi w opanowaniu dwóch ważnych ośrodków administracyjnych – Herakleopolis i Hermopolis, gdzie miejscowi rządcy-książęta łatwo przechodzą na stronę agresora za cenę zachowania swych godności i majątków.
Akcja rozpoczyna się w roku 730 p.n.e., kiedy Tefnacht dokonuje najazdu dla opanowania środkowego Egiptu, który niszczony, rabowany i wygłodzony, na długo staje się główną areną walk pomiędzy konkurentami. Dla powstrzymania przeciwnika Pianchi wysyła najpierw wojska swych dwóch najlepszych dowódców – Puarmy i Lamerskeniego, a gdy sytuacja staje się groźna, na czele dalszych wojsk zjawia się osobiście i podejmuje śmiałą ofensywę na północ zakończoną zhołdowaniem Tefnachta.

## Postacie

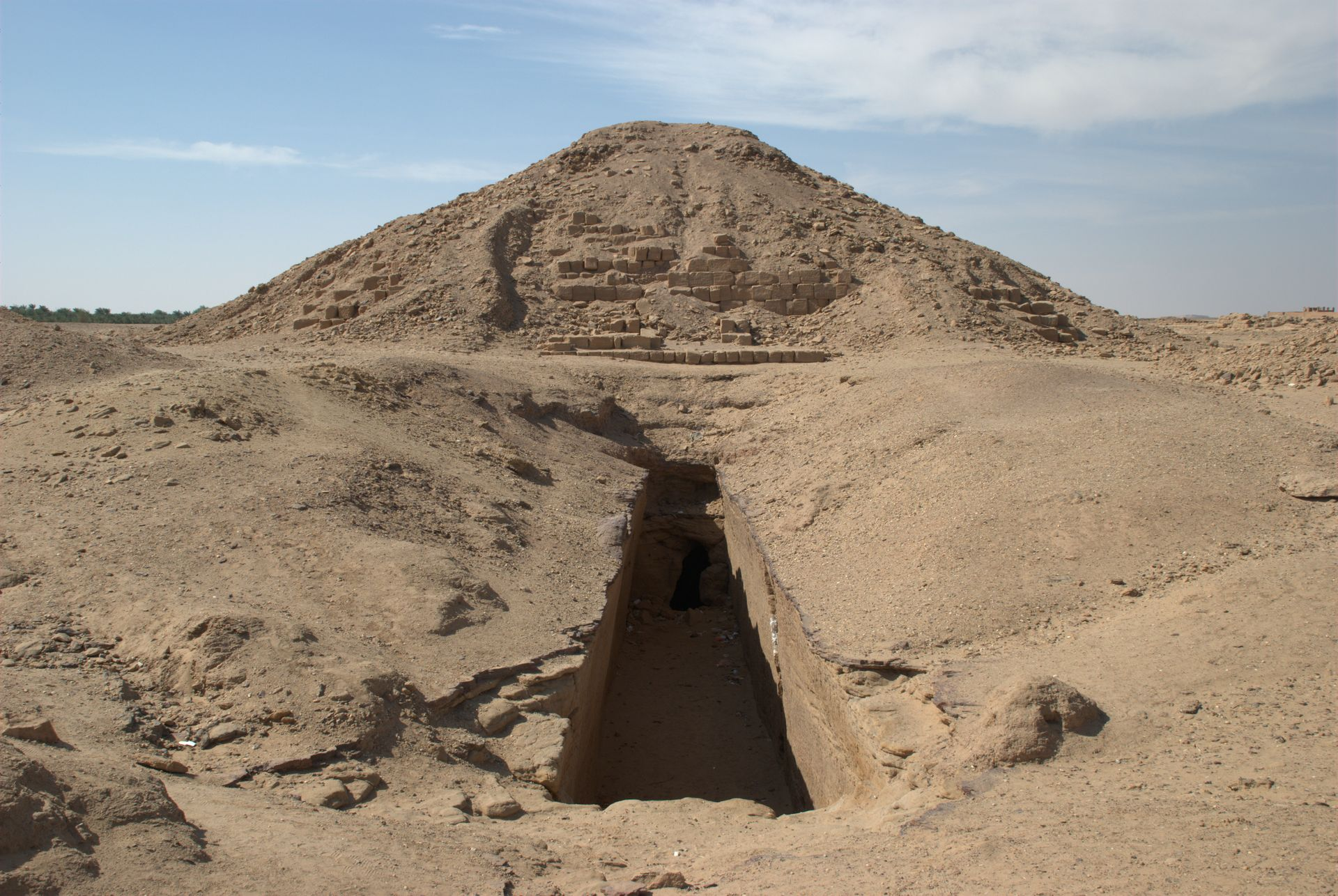
Pianchi stwierdził, że przeznaczony dla niego grobowiec jest już prawie gotów. Nadano mu kształt piramidy z wykutą we wnętrzu pochylnią prowadzącą do komory grobowej...

- Pianchi – czarnoskóry nubijski władca rezydujący w Napacie jako faraon
- Abilea – jego małżonka
- Zimna Głowa – pisarz, główny doradca i administrator ("pierwszy minister") faraona
- Otoku – przyjaciel faraona i jego zaufany namiestnik w Nubii
- Szepena – córka Pianchiego, kapłanka
- Lamarskeni i Puarma – dowódcy ("kapitanowie") piechoty i łuczników
- Peftau – miejscowy książę władający Herakleopolis
- Tefnacht – libijski książę z północy (Delty), pretendent do tytułu faraona obu części Egiptu
- Jutrzenka – jego kochanka i doradczyni
- Negeb – jego semicki doradca
- Jartreb – doradca Tefnachta
- Akanosz – jeden z libijskich książąt z Delty
- Nemrod  – książę władający Hermopolis
- Nezet – jego małżonka
- Pisap – libijski oficer oddziału wozów bojowych

## O książce
Powieść ta powstała jako kolejna po pięciotomowym cyklu powieściowym poświęconym czasom Ramzesa II  (1996-97), dla kontrastu osadzona treściowo w epoce upadku Egiptu w VIII stuleciu p.n.e. W istocie jest panegiryczną opowieścią o zwycięskiej kampanii, jaką odbył Pianchi dla zjednoczenia podzielonego Egiptu. Pisarz stworzył wyidealizowaną postać Pianchiego – „mocarnego atlety o nieujarzmionym sercu”,  jako spadkobiercy wielkich faraonów – Ramzesów i Totmesów, w oparciu o współczesną wiedzę o tym władcy i o rządach XXV dynastii nubijskiej.
Zasadniczą fabułę autor oparł na relacji o czynach tego faraona spisanych na jego tzw. steli zwycięstwa. Książka nic nie mówi o dalszych losach faraona ani o następstwach opisanej wojny. W fabule wyraźnie zaakcentowano rolę kobiet, które stanowią nie tylko moralne oparcie, ale też istotny głos doradczy dla walczących mężczyzn. Czarny faraon jest typową „powieścią akcji“, w której najistotniejszy jest potoczysty ciąg zdarzeń wraz ze zwartą warstwą dialogową w postaci krótkich, rzeczowych wypowiedzi. Znacznie zredukowane są opisy scenerii i psychologizacja postaci, za to w treść wpleciono wiele drobnych informacji dotyczących codziennej kultury starożytnego Egiptu. Słabość narracji stanowi niekonsekwentny język literacki, stale wahający się pomiędzy współczesnym słownictwem i pojęciami a historyzującymi i stylizowaną frazeologią, czerpanymi z egipskiej starożytności. Wiedzę o czasach rządów Pianchiego poszerza informacyjna notka naukowa w zakończeniu powieści. Orientację topograficzną ułatwiają załączone mapki ówczesnego Egiptu.
Powieść w przekładzie Zygmunta Burakowskiego dostępna w dwóch wydaniach:
- Warszawa: Albatros, 1999
- Warszawa: Libros, 2002